# Charles Sedley

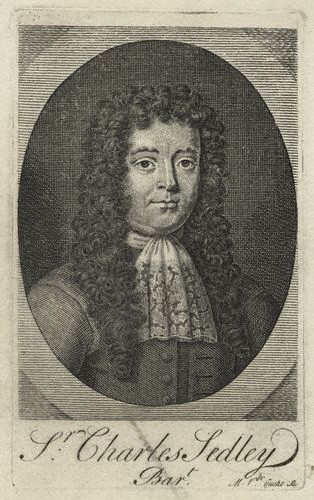
Charles Sedley

Charles Sedley (ca. 1639 – 20 augustus 1701) was een Engels schrijver en politicus.
Sedley was de jongere zoon van een baronet en erfde de titel als 5e baronet van Ailesford toen zijn oudere broer overleed. 

Hij bezocht de Universiteit van Oxford, maar verliet deze voortijdig. Hij vestigde zich vervolgens in Londen, waar hij tien jaar lang een losbandig leven leidde.
Hij beterde zijn leven toen hij in 1668 parlementslid werd voor New Romney. Hij ontwikkelde zich tot een bekwaam en actief spreker in het parlement en werd beschermheer van literaire schrijvers.
Zelf schreef hij een aantal liederen, twee tragedies en drie komedies, waarvan er twee waren gebaseerd op Franse werken. Zijn werk is geen weerspiegeling van zijn grote verbale bekwaamheden en spitse humor. Bellamira, or The Mistress (1687), gebaseerd op een komedie van Terentius (Eunuchus, Ned.: De eunuch) wordt, hoewel vrij wellustig van inhoud, beschouwd als zijn beste werk.
- Biblioteca Nacional de España: XX5664581
- Bibliothèque nationale de France: cb14051434d (data)
- Gemeinsame Normdatei: 122887840
- International Standard Name Identifier: 0000 0000 8099 3399
- Library of Congress Control Number: n50044380
- MusicBrainz: 6b604595-f3f9-4eaf-805d-3e28a2b46ed3
- Nationale Bibliotheek van Tsjechië: mub2016918065
- Nationale Bibliotheek van Israël: 987007275317105171
- Nederlandse Thesaurus van Auteursnamen: 071206043
- SNAC: w66h52k6
- Système universitaire de documentation: 089443462
- Trove: 970914
- Virtual International Authority File: 19948995
- WorldCat: E39PBJrWBW4rHrkBxxyMVrJkXd